# Омельяненко, Никита Кузьмич
Никита Кузьмич Омельяненко (1779 — 1855) — тайный советник, калужский губернатор (1816—1825).

## Биография
Происходил из дворян Полтавской губернии. С 1792 г. служил канцеляристом в Конотопском нижнем земском суде, затем — в Черниговской и Полтавской Казённых палатах. С 1807 г. — в Канцелярии командовавшего земским войском Полтавской губернии, затем секретарь в канцелярии генерал-фельдмаршала князя Прозоровского. С 1810 г. — помощник правителя канцелярии князя Багратиона, затем графа Каменского, князя Голенищева-Кутузова, в 1812 г. — директор канцелярии адмирала Чичагова, в 1813 г. — канцелярии Барклая де Толли.
В 1814 года произведён в действительные статские советники. В 1816—1825 годах — калужский губернатор. В январе 1820 году открыл в Калуге отделение Библейского общества, был его вице-президентом; способствовал достройке Гостиного двора (1822). Встречал в Калуге царственных особ: императора Александра I, великого князя Михаила Павловича.
В 1831 году состоял генерал-кригскомиссаром действующей армии. 17 июня 1832 года вышел в отставку с производством в тайные советники. В 1832—1836 годах — перемышльский уездный предводитель дворянства. В 1836—1842 годах — калужский губернский предводитель дворянства.
Умер 10 сентября 1855 года. Похоронен в приделе Св. Николая Успенской церкви села Озерское Перемышльского уезда.

### Семья
Был дважды женат. Первая жена — Анисья Григорьевна.
Вторая жена — Екатерина Алексеевна (?—1876), дочь отставного майора Алексея Андреевича Охотникова и княжны Натальи Григорьевны Вяземской.